# ムネアカタヒバリ

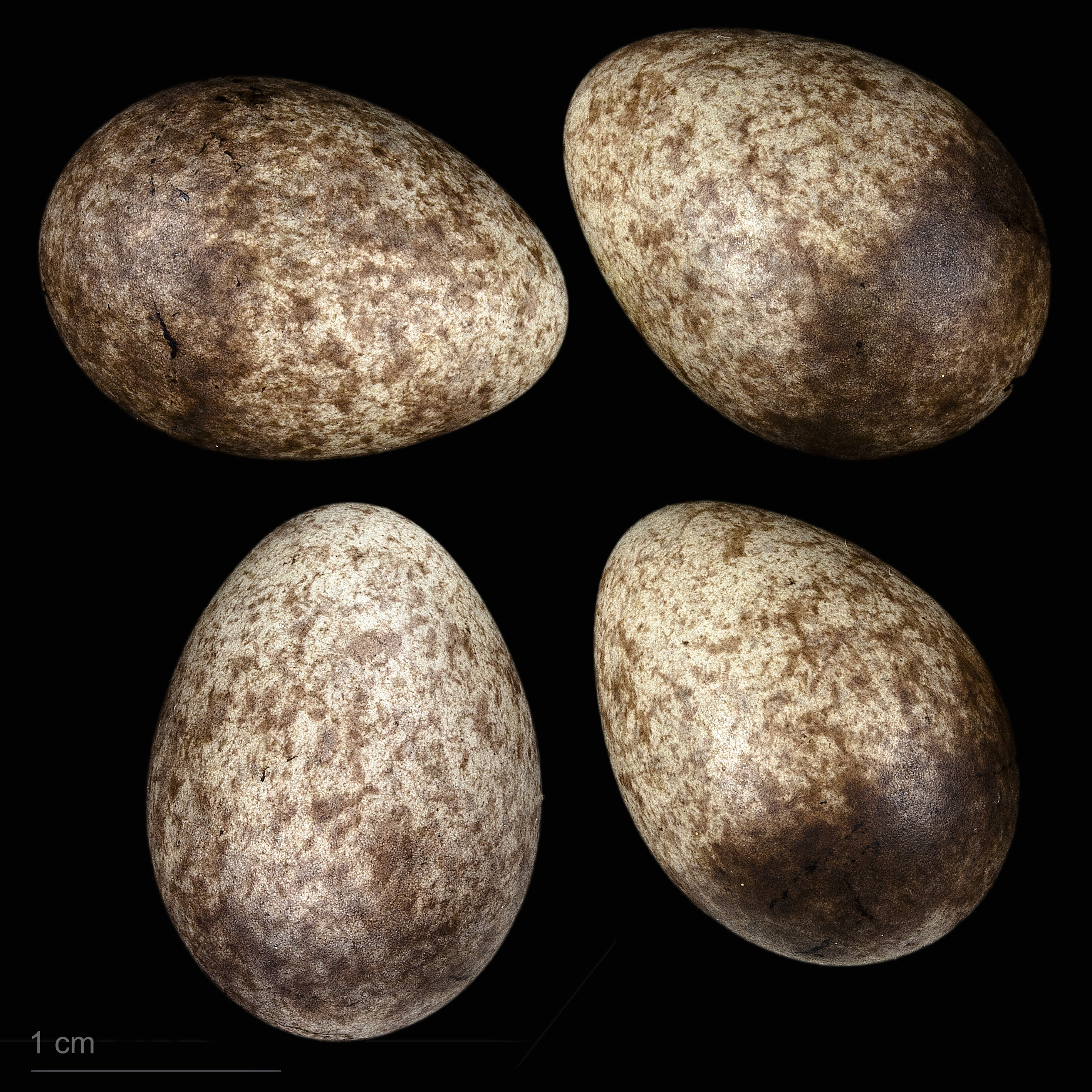
Anthus cervinus

ムネアカタヒバリ（胸赤田雲雀、学名：Anthus cervinus）は、スズメ目セキレイ科に分類される鳥類の一種である。
和名の由来は、胸が赤みを帯びていることより。

## 分布
ユーラシア大陸の北極圏やカムチャツカ半島、アラスカ北西端で繁殖し、冬季はアフリカ中部、インド、中国南部、東南アジアに渡りをおこない越冬する。
日本では主に旅鳥として渡来するが、東日本での記録は少ない。九州以南では少数が越冬する。

## 形態
全長約16cm。スズメと同じくらいの大きさで、雌雄同色である。成鳥夏羽は頭部と胸部が赤橙色か橙褐色であることで、他のタヒバリ類と区別できる。背は灰褐色で黒褐色の縦斑がある。冬羽は頬がやや赤みを帯びた褐色になる他、頭部と胸が淡い褐色になる。

## 生態
農耕地、草原、川原や海岸に生息する。一般的な習性はタヒバリと似ている。タヒバリの地鳴きが「ピピッ、ピピッ」もしくは「チチッ、チチッ」と聞こえるのに対し、本種の地鳴きはメジロに似て「チィー」と聞こえるので、その声で存在に気づくことが多い。
食性は雑食で、主に地上で、草の実や昆虫類を採食する。
繁殖形態は卵生。湿った草原の地上に枯草用いて椀形の巣を作り、5-6個の卵を産む。